# Église Saint-Aignan d'Arnouville-lès-Mantes
Pour les articles homonymes, voir Église Saint-Aignan.
L'église Saint-Aignan d'Arnouville-lès-Mantes dans les Yvelines est une église catholique paroissiale. Elle dépend de la paroisse Saint-Aignan.

## Histoire

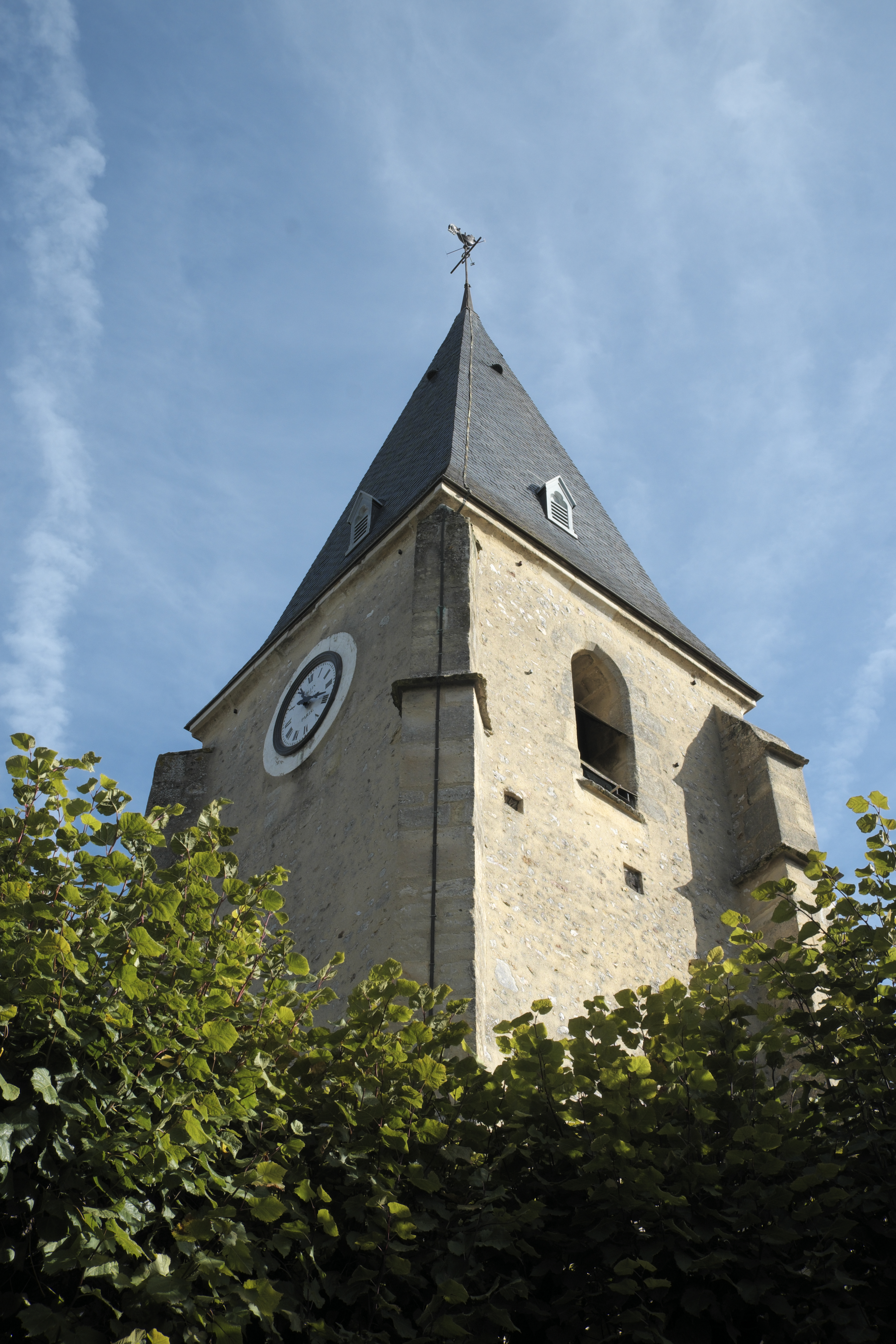
Le clocher.

Sa construction remonte au XIIe siècle. Le clocher en
tour carré couverte d'un toit pyramidal couvert d'ardoise date de 1690.
Elle est remaniée lors des siècles suivants.

## Architecture

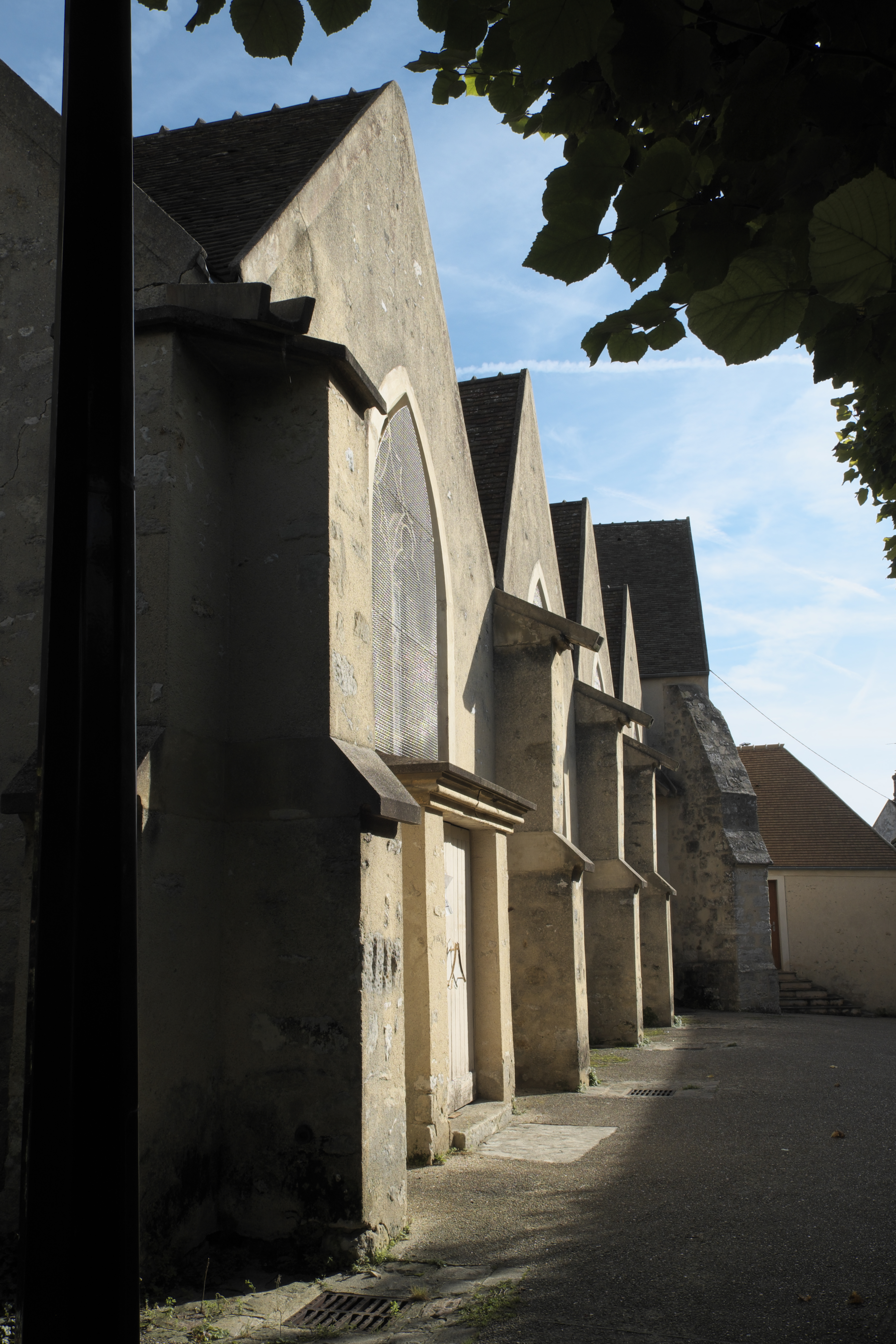
Le chevet de l'église en 2019.

Le clocher est orné d’une statue au dessus du portail d’entrée. Elle abrite une Vierge à l’Enfant du XVe siècle,.
Les vitraux datent du XIXe siècle.